# Wspólnota administracyjna Mespelbrunn
Wspólnota administracyjna Mespelbrunn – wspólnota administracyjna (niem. Verwaltungsgemeinschaft) w Niemczech, w kraju związkowym Bawaria, w rejencji Dolna Frankonia, w regionie Bayerischer Untermain, w powiecie Aschaffenburg. Siedziba wspólnoty znajduje się w miejscowości Heimbuchenthal. Powstała 1 maja 1978.
Wspólnota administracyjna zrzesza trzy gminy wiejskie (Gemeinde): 
- Dammbach, 1 816 mieszkańców, 18,48 km²
- Heimbuchenthal, 2 150 mieszkańców, 17,15 km²
- Mespelbrunn, 2 161 mieszkańców, 15,53 km²